# Крейг, Аллен
Аллен Томас Крейг (англ. Allen Thomas Craig; род. 18 июля 1984, Мишен-Вьехо, Калифорния) — американский бейсболист, выступающий за клуб главной лиги бейсбола «Бостон Ред Сокс». Играет на позиции аутфилдера, игрока первой базы.

## Карьера
Аллен Крейг посещал Chaparral High School в Темекула, Калифорния, где он играл в бейсбол и баскетбол. Затем он поступил в Калифорнийский университет в Беркли и стал играть за их команду.
Аллен был задрафтован «Кардиналами» в восьмом раунде в 2006 году. Он успешно выступал во всех командах системы «Кардиналс», выбив 76 хоум-ранов за три с половиной сезона.
Дебют в МЛБ состоялся 8 апреля 2010 года.
Первый хоум-ран выбил с подачи Кайла Кендрика 19 июля 2010 года в поединке против «Филлис».
Сделав два RBI-сингла, открывающих счёт в поединке, он стал первым пинч-хиттером с этим достижением в Мировых Сериях. В том розыгрыше Аллен очень помог своей команде, которая в результате стала лучшей в 2011 году.
После завершения сезона, Аллен был помещён в список травмированных и возвращён оттуда 1 мая 2012 года.
В сезоне 2012 года стал основным игроком «Кардиналов» на первой базе из-за ухода Альберта Пухольса и перевода в лист травмированных Лэнса Беркмана.

## Личная жизнь
Аллен Крейг женился на своей подруге, Марии ЛаМарка, 12 ноября 2011 года. Имеет черепаху Торти, которая стала неофициальным талисманом команды, когда на неё был заведён аккаунт в Твиттере.